# Communauté de communes du Clermontais
La Communauté de communes du Clermontais es una estructura intermunicipal francesa, situada en el departamento de Hérault y la región Occitania.

## Composición
La Communauté de communes du Clermontais se compone de 21 municipios:
1. Clermont-l'Hérault
2. Aspiran
3. Brignac
4. Cabrières
5. Canet
6. Ceyras
7. Fontès
8. Lacoste
9. Liausson
10. Lieuran-Cabrières
11. Mérifons
12. Mourèze
13. Nébian
14. Octon
15. Paulhan
16. Péret
17. Salasc
18. Saint-Félix-de-Lodez
19. Usclas-d'Hérault
20. Valmascle
21. Villeneuvette